# 求职

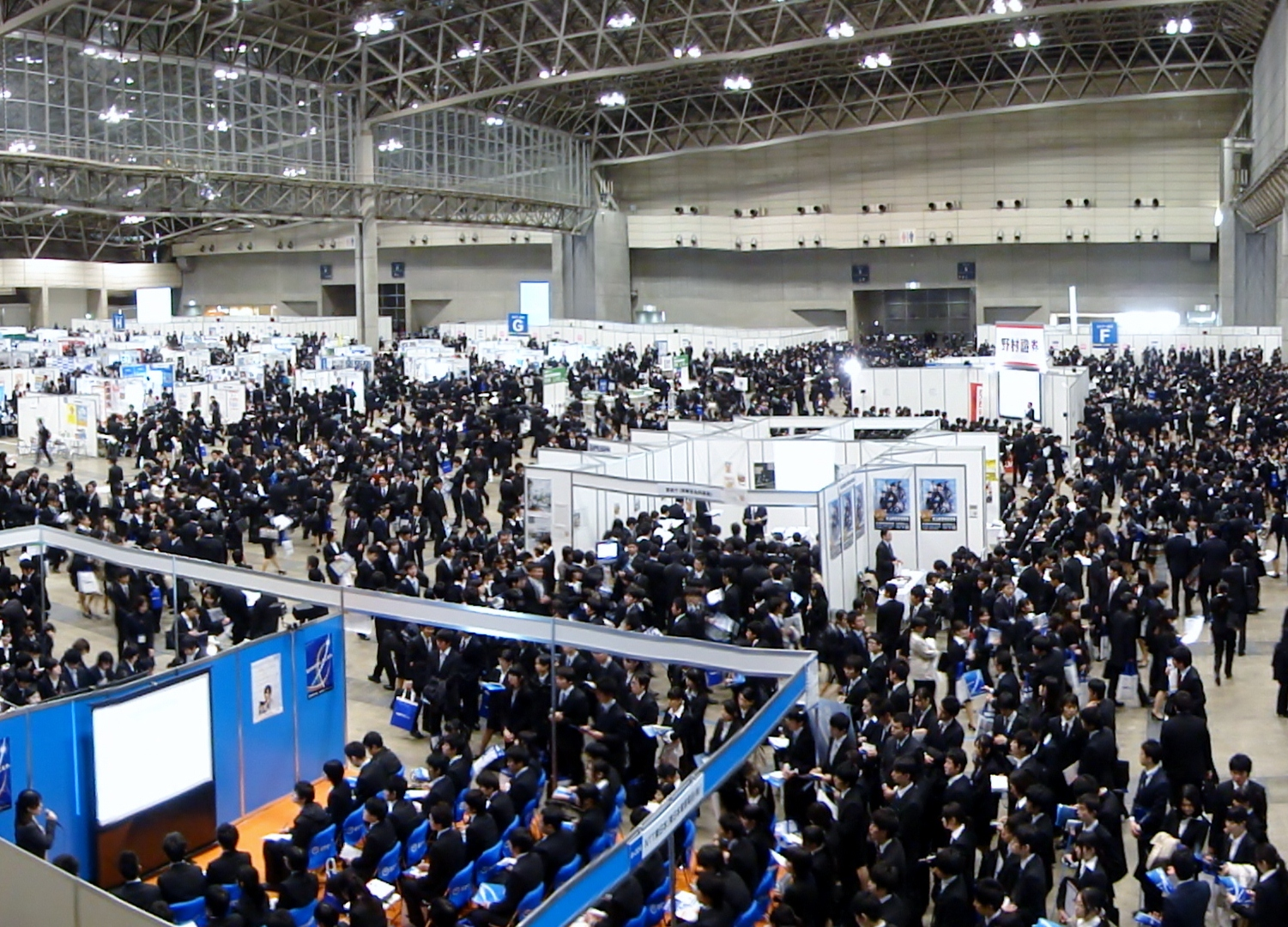
日本就業博覽會。

求職（英語：job hunting）是指尋找職缺資訊、投遞履歷、參與面試，最後找到工作的過程。

## 歷史
古代社會多為家族繼承，例如中國的四民，農民子弟繼承土地耕種，工匠將手藝傳給兒子，商人家族經營商業，最初士族亦可世襲，不需向外求職。類似的模式也存在於其他文化，像是印度種姓制度、封建時期歐洲的農奴制。
中世紀後期，歐洲行會蓬勃發展，求職者必須通過行會認可的學徒制度才能進入特定行業。學徒通常為十幾歲的男孩，之後成為熟練工匠，最後晉升為工匠大師，開設自己的作坊。日本同樣有師徒傳統，付人制度在江戶時代成熟，常見於傳統工藝或武術 。
工業革命後，農業社會轉向工業社會，大量人口從農村前往城市的工廠求職。19世紀報紙普及後，求職者開始在分類廣告尋找工作機會。1990年代，網路迅速崛起，線上廣告取代了傳統報紙。智慧型手機普及後，求職者能隨時尋找職缺、投遞履歷、接收面試通知。

## 流程
- 確認目標：包括希望職位、工作地點、薪資條件。
- 撰寫履歷、求職信：強調跟職缺有關的技能、經驗，針對不同職缺調整履歷。
- 搜尋職缺：透過招聘網站、公司招聘頁面、人脈網路、就業博覽會等找到職缺，再投遞履歷。
- 練習面試：了解公司背景，練習面試常見問題、掌握專業表達方式。
- 面試和跟進：與雇主、人資、主管面談，記錄履歷投遞狀況、追蹤面試後的回覆。[11][12]

## 求職網站
求職網站是幫助求職者和雇主媒合的線上平台，可能為政府機構或公司建置，如Indeed、LinkedIn、104人力銀行、BOSS直聘。求職者通常使用求職網站的篩選功能，根據希望條件篩選出適合職位以投遞履歷。篩選求職網站的職缺時，求職者也會使用Glassdoor、看準網、比薪水、面試趣等網站查看公司評價。

## 文件
履歷、簡歷、求職信都是常見的求職文件。
- 履歷：強調個人經歷、技能、成果。[17]
- 簡歷：主要用於申請學術、教育、科學研究相關職位。[18][19]
- 求職信：闡述申請動機、與職缺的適配度。[20]

## 面試
面試是求職的關鍵階段，雇主用以評估應徵者是否符合職位需求。常見的面試準備包括：模擬問答、研究雇主資訊、準備案例說明、發問有深度的問題。